# Зотіно (Балезінський район)
Зо́тіно (рос. Зотино) — присілок (колишнє селище) в Балезінському районі Удмуртії, Росія.

## Населення
Населення — 120 осіб (2010; 171 в 2002).
Національний склад станом на 2002 рік:
- удмурти — 98 %